# خورک
خورک (گیاه) (نام علمی: Limodorum abortivum) نام یک گونه از تیره ثعلبیان است.